# Abdelkader Salhi
Abdelkader Salhi (Chlef, 19 marzo 1993) è un calciatore algerino, portiere dell'MC El Bayadh.

## Palmarès

### Club

#### Competizioni nazionali
- Coppa d'Algeria: 1

CR Belouizdad: 206-2017